# Hadí ostrov
Hadí ostrov (také Zmijí ostrov, ukrajinsky Острів Зміїний, Ostriv Zmijinyj, rumunsky Insula Șerpilor, rusky Остров Змеиный / Ostrov Změjnyj, řecky Φιδονήσι, Fidonísi, turecky Yilan Adası) je malý ostrov o rozloze 0,205 km² v severozápadní části Černého moře, přibližně 35 km východně od ústí Dunaje. Náleží Ukrajině (je součástí její Oděské oblasti), v období od února do června 2022 byl krátce pod kontrolou Ruska, které na ostrov zaútočilo v rámci své invaze na Ukrajinu.

## Původ jména
Ve starověku byla tato pevnina, ležící zhruba 35 km východně od ústí Dunaje do moře, nazývána Řeky „Achillův ostrov“, neboť na ostrově byl Achillův chrám a sám bájný Achilles zde měl být pohřben. Jiný řecký název skalnatého ostrova byl Λευκός , tj.  „Bílý ostrov“. Tento název převzali Římané, kteří pro ostrov používali jméno Alba, tedy Bílý.
Novodobý název Hadí ostrov, používaný v ukrajinštině, ruštině, rumunštině, novořečtině i turečtině pochází od skutečnosti, že na ostrově se vyskytovalo velké množství „vodních hadů“ (užovek), které sem byly zaneseny vodními proudy z dunajské delty. Podle novořeckého jména ostrova Φιδονήσι (Fidonísi) se odvozuje i název jedné z bitev rusko-turecké války  – námořní bitvy u Fidonísi, která se zde odehrála 14. července 1788.

## Popis
Ostrov se nachází přibližně 35 km východně od delty Dunaje, asi 12 námořních mil od rumunského pobřeží. Jako 41 m vysoká bílá skála vyčnívá z moře. Ostrov má průměr asi 600 m, rozlohu 17 hektarů a pobřeží 4 km.
Informace o zařízeních vybudovaných na skalnatém ostrově jsou rozporuplné, protože v sovětských dobách to byla vojenská oblast pro veřejnost nepřístupná. Údajně zde stojí 23 m vysoký maják postavený po druhé světové válce s dosahem 19 námořních mil. Dále jsou zde dvě mola pro lodě s velkou a střední tonáží a ukrajinská pohraniční stanice. Sovětské Černomořské loďstvo zde prý vybudovalo sklady munice a paliva, radarové systémy a stanoviště raket.

## Historie

### Starověk
Ve starověku byl Hadí ostrov znám jako Leuké (starořecky Λεύκη, z leukos „bílý“). Pausaniás ve své Cestě po Řecku zmiňuje, že podle Krotónských a Himerských byl zasvěcen Achilleovi, měřil po obvodu dvacet stadií, byl hustě zarostlý vegetací a bohatý na dravá i mírná zvířata. Jako první měl ostrov objevit Leónymos z Krotónu, který byl zraněn ve válce a na radu věštírny v Delfách se vydal právě na toto místo, kde se mu zjevil Aiás a vyléčil jeho zranění. Ostrov měli podle tohoto podání obývat Achilles s Helenou, která byla jeho manželkou, dále Aiás Větší, Aiás Menší, Patroklos a Antilochos.

### 18. až 20. století

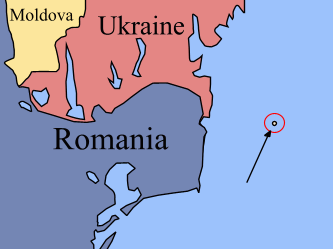
Poloha Hadího ostrova

Nedaleko ostrova byla 14. července 1788 svedena námořní bitva, součást rusko-turecké války (1787–1792), kterou historie nazývá podle řeckého jména ostrova bitva u Fidonísi. Ruská černomořská flotila pod velením kontradmirála Marka Vojnoviče přesvědčivě porazila početnější osmanské loďstvo.
Od léta roku 1843 je na ostrově vybudován maják vysoký 12 metrů, nacházející se na nejvyšším místě na ostrově a 41 metrů nad vodní hladinou. Na ostrově je vybudováno malé molo pro lodě a heliport pro přistání vrtulníků.
Po porážce Ruska v krymské válce byl Hadí ostrov vrácen Osmanské říši a po rusko-turecké válce v letech 1877–1878 se stal součástí Rumunského knížectví. Součástí následného Rumunského království zůstal až do roku 1947, kdy o něj v důsledku Pařížské mírové smlouvy po druhé světové válce Rumunsko přišlo. V roce 1948 Hadí ostrov daroval rumunský komunistický předák Gheorghe Gheorghiu-Dej Sovětskému svazu.

### Od roku 1991

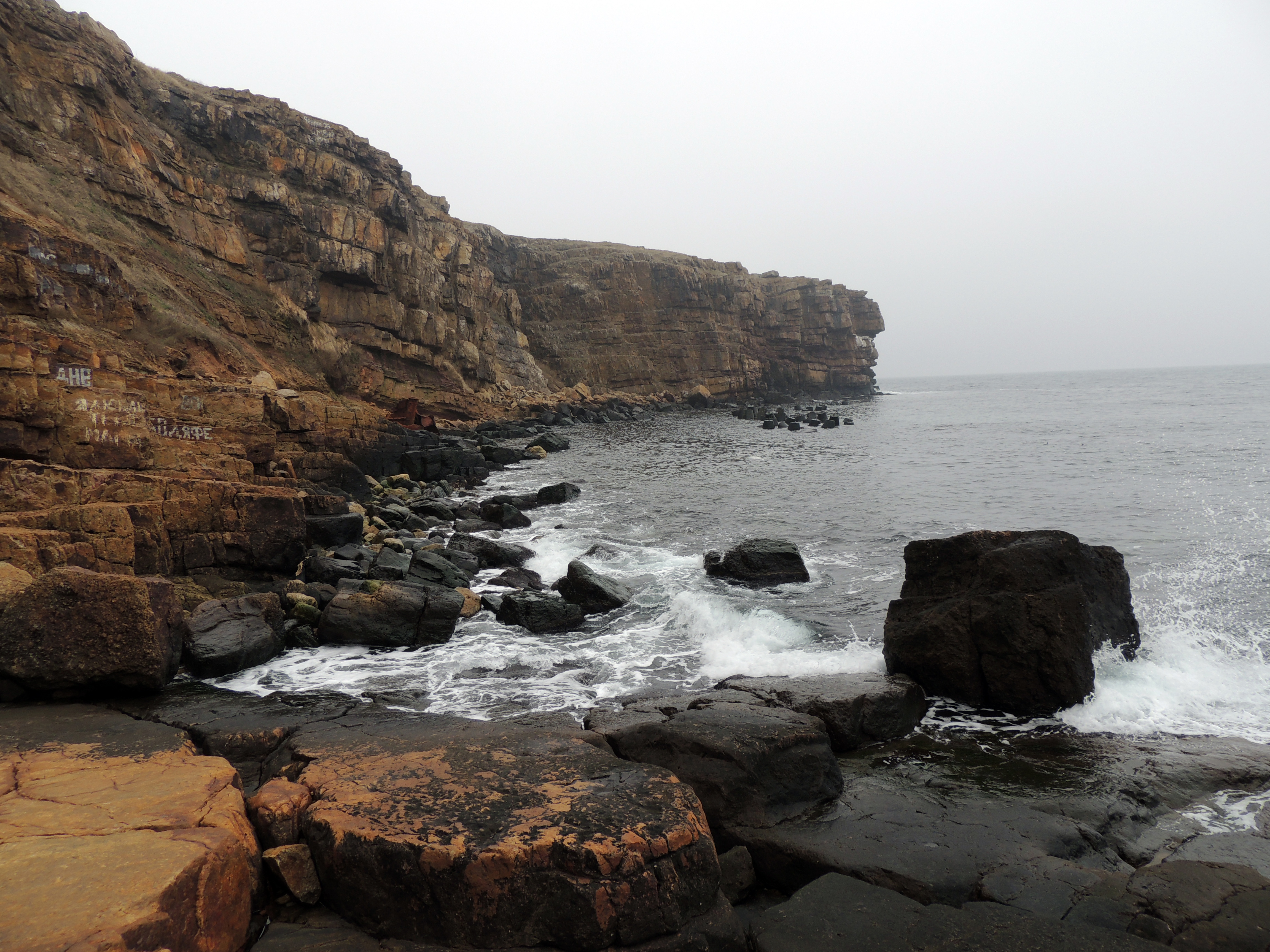
Skalnaté pobřeží Hadího ostrova

Ukrajina ostrov získala po rozpadu Sovětského svazu. Od té doby leží v jejích teritoriálních vodách. Rumunsko na něj vznášelo nárok u Mezinárodního soudního dvora v Haagu, zatím bezúspěšně. V roce 2009 Mezinárodní soudní dvůr rozhodl ve prospěch Ukrajiny.

### Ruská invaze v roce 2022
Dne 24. února 2022 byl Hadí ostrov v rámci ruské invaze na Ukrajinu obsazen ruským vojenským námořnictvem. Při obsazení mělo podle prvních zpráv zemřít 13 ukrajinských pohraničníků, kteří se nechtěli vzdát. Na výzvu ruských vojáků, aby odložili zbraně, odpověděli: „Ruská válečná lodi, jdi do prdele!“ Podle ruských zdrojů se na ostrově vzdalo 82 ukrajinských vojáků. Ukrajinský prezident Volodymyr Zelenskyj udělil každému z těchto třinácti vojáků (podle původních zpráv in memoriam) titul „Hrdina Ukrajiny“.  Dne 28. února 2022 bylo oficiálně potvrzeno, že pohraničníci přežili a padli do zajetí.
Dne 30. června se ruské ozbrojené síly z ostrova stáhly na dvou motorových člunech. Podle ukrajinské strany byly důvodem pro ruský ústup silné dělostřelecké a raketové útoky, zatímco ruská strana své opuštění ostrova označila za „gesto dobré vůle“. Dne 1. července zasáhlo ruské letectvo zbytky opuštěného zařízení na ostrově. Nejprve ruský letoun Suchoj Su-24M a poté dvojice ruských letounů Suchoj Su-30 odstartovaly z letiště Belbek a zahájily dva nálety zápalnými pumami na ostrov, aby zničily narychlo opuštěná zařízení na ostrově. Dne 4. července 2022 se na ostrově vylodila ukrajinská armáda a znovu nad ním vztyčila ukrajinskou vlajku.